# Фінал кубка Англії з футболу 1993
Фінал кубка Англії з футболу 1993 — 112-й фінал найстарішого футбольного кубка у світі. Учасниками фіналу були лондонський «Арсенал» і «Шеффілд Венсдей».
Основний і додатковий час фінальної гри, проведеної 15 травня 1993 року, завершилися з нічийним рахунком 1:1. Відповідно до регламенту змагання за п'ять днів було проведене перегравання, в якому основний час також завершився унічию 1:1, але на останніх хвилинах додаткового часу центральний захисник «канонірів» Енді Лініген прийшов на розіграш кутового біля воріт супротивника і, вигравши верхову боротьбу, забив вирішальний гол, який приніс титул володарів Кубка лондонській команді.
Тогорічний фінал Кубка був примітним відразу з декількох причин. Зокрема у ньому змагалася та ж пара команд, що й у фіналі Кубка англійської ліги 1993, який пройшов місяцем раніше і в якому сильнішими також виявилися лондонці, що здолали «Венсдей» з аналогічним до матчу-перегравання за Кубок Англії рахунком 2:1.
Це був останній фінал Кубка Англії, в якому переможець визначався у матчі-переграванні. Протягом наступних декількох років володарям Кубка Англії вистачало однієї гри аби здолати суперників по фіналу, а 1999 року було змінено регламент, згідно з яким у випадку нічиєї в основний і додатковий час фінальної гри замість перегравання призначалася серія пенальті. 
Також це був перший фінал Кубка Англії, в якому була запроваджена система фіксованих ігрових номерів для гравців — вони мали ті ж ігрові номери, під якими вносилися до заявки на фінал Кубка англійської ліги у квітні. Тож уперше в історії фіналів Кубка Англії у стартових складах команд на поле вийшли відразу декілька футболістів, з ігровими номерами, більшими за 11 (до того гравці стартового складу на кожну гру отримували номери з діапозону від 1 до 11).
Ігри фіналу Кубка Англії 1993 року стали останніми у футболці «Арсенала» для Девіда О'Лірі, підсумувавши його 18-річну кар'єру у клубі, за команду якого він протягом цього періоду провів 722 офіційні гри в усіх змаганнях.

## Шлях до фіналу
| «Арсенал»           | «Арсенал» | «Арсенал»                              | Раунд           | «Шеффілд Венсдей»  | «Шеффілд Венсдей» | «Шеффілд Венсдей»                       |
| ------------------- | --------- | -------------------------------------- | --------------- | ------------------ | ----------------- | --------------------------------------- |
| Суперник            | Результат | Матчі                                  |                 | Суперник           | Результат         | Матчі                                   |
| «Йовіл Таун»        | 3-1       | 3—1 на виїзді                          | Третій раунд    | «Кембридж Юнайтед» | 2-1               | 2-1 на виїзді                           |
| «Лідс Юнайтед»      | 5–4       | 2–2 вдома 3—2 на виїзді (перегравання) | Четвертий раунд | «Сандерленд»       | 1–0               | 1–0 вдома                               |
| «Ноттінгем Форест»  | 2–0       | 2-0 вдома                              | П'ятий раунд    | «Саутенд Юнайтед»  | 2–0               | 2–0 вдома                               |
| «Іпсвіч Таун»       | 4–2       | 4-2 на виїзді                          | Шостий раунд    | «Дербі Каунті»     | 4–3               | 3–3 на виїзді, 1—0 вдома (перегравання) |
| «Тоттенгем Готспур» | 1–0       | 1–0 на нейтральному полі               | 1/2 фіналу      | «Шеффілд Юнайтед»  | 2–1 (дч)          | 2–1 (дч) на нейтральному полі           |

## Матч
| 15 травня 1993 15:00 BST |

| «Арсенал» | 1–1 (дч) | «Шеффілд Венсдей» |
| --------- | -------- | ----------------- |
| Райт 20'  | Протокол | Герст 61'         |

| «Вемблі», Лондон Глядачів: 79,347 Арбітр: Керен Барратт |

| «Арсенал» | «Шеффілд Венсдей» |

|                  |    |                    |  |     |
|                  |    |                    |  |     |
| ВР               | 1  | Девід Сімен        |  |     |
| ЗХ               | 2  | Лі Діксон          |  |     |
| ЗХ               | 5  | Енді Лініген       |  |     |
| ЗХ               | 6  | Тоні Адамс (к)     |  |     |
| ЗХ               | 3  | Найджел Вінтерберн |  |     |
| ПЗ               | 10 | Пол Мерсон         |  |     |
| ПЗ               | 14 | Пол Девіс          |  |     |
| ПЗ               | 17 | Йон Єнсен          |  |     |
| ПЗ               | 11 | Рей Парлор         |  | 66' |
| НП               | 7  | Кевін Кемпбелл     |  |     |
| НП               | 8  | Іан Райт           |  | 90' |
| Запасні:         |    |                    |  |     |
| ЗХ               | 22 | Девід О'Лірі       |  | 90' |
| НП               | 9  | Алан Сміт          |  | 66' |
| Головний тренер: |    |                    |  |     |
| Джордж Грем      |    |                    |  |     |

|                  |    |                    |  |      |
|                  |    |                    |  |      |
| ВР               | 1  | Кріс Вудз          |  |      |
| ПЗ               | 2  | Роланд Нільссон    |  |      |
| ЦЗ               | 6  | Вів Андерсон (к)   |  | 85'  |
| ЦЗ               | 9  | Пол Воргерст       |  |      |
| ЛЗ               | 3  | Найджел Вортінгтон |  |      |
| ППЗ              | 8  | Кріс Водл          |  | 112' |
| ЦПЗ              | 4  | Карлтон Палмер     |  |      |
| ЦПЗ              | 11 | Джон Шерідан       |  |      |
| ЛПЗ              | 15 | Джон Гаркс         |  |      |
| НП               | 5  | Девід Герст        |  |      |
| НП               | 10 | Марк Брайт         |  |      |
| Запасні:         |    |                    |  |      |
| ПЗ               | 14 | Кріс Барт-Вільямс  |  | 112' |
| ПЗ               | 17 | Грем Гайд          |  | 85'  |
| Головний тренер: |    |                    |  |      |
| Тревор Френсіс   |    |                    |  |      |

### Перегравання
| 20 травня 1993 20:30 BST |

| «Арсенал»             | 2–1 (дч) | «Шеффілд Венсдей» |
| --------------------- | -------- | ----------------- |
| Райт 34' Лініген 119' | Протокол | Водл 68'          |

| «Вемблі», Лондон Глядачів: 62 267 Арбітр: Керен Барратт |

| «Арсенал» | «Шеффілд Венсдей» |

|                  |    |                    |  |     |
|                  |    |                    |  |     |
| ВР               | 1  | Девід Сімен        |  |     |
| ПЗ               | 2  | Лі Діксон          |  |     |
| ЦЗ               | 5  | Енді Лініген       |  |     |
| ЦЗ               | 6  | Тоні Адамс (к)     |  |     |
| ЛЗ               | 3  | Найджел Вінтерберн |  |     |
| ППЗ              | 14 | Пол Девіс          |  |     |
| ЦПЗ              | 17 | Йон Єнсен          |  |     |
| ЛПЗ              | 10 | Пол Мерсон         |  |     |
| НП               | 7  | Кевін Кемпбелл     |  |     |
| НП               | 8  | Іан Райт           |  | 81' |
| НП               | 9  | Алан Сміт          |  |     |
| Запасні:         |    |                    |  |     |
| ЗХ               | 22 | Девід О'Лірі       |  | 81' |
| ПЗ               | 4  | Іан Селлі          |  |     |
| Головний тренер: |    |                    |  |     |
| Джордж Грем      |    |                    |  |     |

|                  |    |                    |  |      |
|                  |    |                    |  |      |
| ВР               | 1  | Кріс Вудз          |  |      |
| ПЗ               | 2  | Роланд Нільссон    |  | 118' |
| ЦЗ               | 4  | Карлтон Палмер (к) |  |      |
| ЦЗ               | 9  | Пол Воргерст       |  |      |
| ЛЗ               | 3  | Найджел Вортінгтон |  |      |
| ППЗ              | 8  | Кріс Водл          |  |      |
| ЦПЗ              | 7  | Денні Вілсон       |  | 62'  |
| ЦПЗ              | 11 | Джон Шерідан       |  |      |
| ЛПЗ              | 15 | Джон Гаркс         |  |      |
| НП               | 5  | Девід Герст        |  |      |
| НП               | 10 | Марк Брайт         |  |      |
| Запасні:         |    |                    |  |      |
| ПЗ               | 14 | Кріс Барт-Вільямс  |  | 118' |
| ПЗ               | 17 | Грем Гайд          |  | 62'  |
| Головний тренер: |    |                    |  |      |
| Тревор Френсіс   |    |                    |  |      |